# Indigofera curvirostrata
Indigofera curvirostrata är en ärtväxtart som beskrevs av Mats Thulin. Indigofera curvirostrata ingår i släktet indigosläktet, och familjen ärtväxter. Inga underarter finns listade i Catalogue of Life.